# All (Isóbol)
All es una localidad española del municipio de Isóbol, perteneciente a la provincia de Gerona, en la comunidad autónoma de Cataluña. Está ubicada en la comarca de la Baja Cerdaña.

## Historia
A mediados del siglo XIX, el lugar, por entonces con ayuntamiento propio, tenía contabilizada una población de 90 habitantes. Aparece descrito en el segundo volumen del Diccionario geográfico-estadístico-histórico de España y sus posesiones de Ultramar de Pascual Madoz de la siguiente manera:

ALL: l. con ayunt. de la prov. de Gerona (12 horas), part. jud. de Rivas (9), aud. terr. y c. g. de Barcelona (37), dióc. de la Seo de Urgel (15): sit. en llano al E. de una colina, próximo á la márg. izquierda del r. Segre; le combaten con libertad todos los vientos, circunstancia que contribuye á la salubridad de su clima; tiene 18 casas, y una igl. parr.  dedicada á la Asunción de Ntra. Sra., servida por un cura párroco, cuya vacante es de provision ordinaria prévio concurso general. En la misma montaña en que está colocada la pobl. se encuentran varias canteras de lapiz rojo, y en una de sus faldas un santuario que lleva el nombre de Ntra. Sra. de las Cuadras, el cual está muy en veneracion y concurrido por aquella comarca, pero en especial por la Solana, y servido por un sacerdote que cuida de su culto. Confina el térm. por el N. con el de Greixer, por el E. con el de Ger, por el S. con el r. Segre, por el O. con el de Olopte; sus lím. hácia cada uno de estos puntos se estienden á 1/8 de hora: el terreno es de menos que de mediana calidad, abunda en pastos, pero escasea en las demas prod.: aunque corre por él el r. Segre, y 1/4 de hora mas arriba de la pobl. una acequia construidª por algunos particulares que compraron la propiedad de unª parte de las aguas del r. Carol procedente de Francia, por cuyo motivo no pueden faltarle, no obstante solo se riegan algunos prados, hortalizas y arboledas: prod.: trigo candeal, trigo rojo en mayor abundancia, cebada, poca fruta y hortalizas, mucha yerba para pasto del ganado vacuno, cabrio, caballar y de lana que cria: pobl.: 18 vec.; 90 alm. cap. prod.: 1.587,200 rs.: imp.: 39,680 rs. vn.
(Madoz, 1845, p. 217)

En el censo de 1857, All aparecía ya integrada en Isóbol. En 2020 la entidad singular de población tenía empadronados 202 habitantes y el núcleo de población 187 habitantes.